# Abbaye Saint-Marien d'Auxerre
L'abbaye Saint-Marien d'Auxerre, établie au Ve s. et premier établissement monastique du diocèse, était située à Auxerre, dans l'actuel département français de l'Yonne en Bourgogne, région Bourgogne-Franche-Comté. 
Originellement monastère, celui-ci s'appelait  monastère de Saint-Cosme-et-Saint-Damien et a ensuite pris le nom de Saint-Marien. Détruit lors des invasions normandes du IXe siècle, il a été reconstruit au XIe siècle pour devenir une abbaye de Prémontrés, elle-même détruite en 1570.
C'est la première des quatre « filles » de la cathédrale, suivie de Saint-Eusèbe, Saint-Père et Saint-Amâtre.

## Situation
Tous s'accordent pour dire que le monastère se trouvait sur la rive droite de l'Yonne, près de l'actuel pont de la Tournelle, dans des terrains à l'époque marécageux et régulièrement inondés. Mais une certaine confusion demeure du fait que l'établissement a été détruit, puis a été rebâti mais pas tout à fait au même endroit et reprenant qui plus est les vestiges d'un autre établissement religieux.
Il semblerait que le monastère du Ve siècle, premier de ces monastères et fondé par saint Germain, était au bout de l'actuel « quai de l'Ancienne-Abbaye », entre ce pont et le pont de la Tournelle ; car c'est là, « en face de la place Saint-Nicolas où coule la fontaine Saint-Germain » (place et fontaine sur la rive gauche du fleuve), que se trouvait la chapelle Saint-Cosme-et-Saint-Marien appelée en 1650 la chapelle Saint-Adrien.
Plus tard (mais disparu avant le XIIe siècle) un couvent de femmes s'est installé lui aussi sur la rive droite, du côté nord du pont actuel de la Tournelle et donc à 300 m au nord de Saint-Marien. Ce couvent de femmes s'appelait Saint-Martin. La rue qui les reliait s'appelait « rue Saint-Martin-lès-Saint-Marien » ; elle existe toujours, longue d'environ 435 m, longeant l'Yonne sur environ 300 m depuis la capitainerie jusqu'au pont de la Tournelle avant de tourner vers le sud-est et vers la rue Étienne-Dolet. La partie sud de la rue qui s'éloigne de la rivière longe le petit parc de Roscoff, encadré sur un deuxième côté par le « quai de l'Ancienne-Abbaye ».
Pendant son existence, ce couvent de femmes n'a à priori rien à voir avec Saint-Marien. Mais après sa disparition, il en reste une église : l'église Saint-Martin, qui devient au XIIe siècle l'église abbatiale du nouveau Saint-Marien.

## Nom
Le monastère s'appelle originellement monastère de Saint-Cosme-et-Saint-Damien. Mais Marien, moine berger venu du Berry, y entre pendant l'épiscopat de saint Alode (év. 461-472), devient célèbre par sa sainteté et, à terme, est enterré dans l'abbaye en 488. Subséquemment, le monastère prend son nom environ 100 ans après la mort de saint Germain.

## Histoire
Le monastère, premier établi dans le diocèse d'Auxerre, est fondé autour de l'an 429 par saint Germain (évêque d'Auxerre de 418 à 448), qui place saint Aloge à la tête de son nouvel établissement et dote le monastère avec le village de Fontenoy-en-Puisaye pour les champs de production de blé, des terres à Mézilles pour leurs pâturages, et Monceaux pour les vignes qu'il y avait fait planter. Un faubourg se bâtit autour du monastère.
Saint Vigile (évêque de 653 à 683) fonde le monastère Notre-Dame-La-D'Hors, sans relation immédiate avec Saint-Marien mais destiné à y être si lié que certains les ont confondus. Vigile lui attribue les terrains alentour qui étaient alors inoccupés. Notre-Dame-La-D'Hors était à l'emplacement de l'actuel palais de justice, avec la rue Notre-Dame-La-D'Hors encore de nos jours en alignement avec la façade du bâtiment. Dédié à Notre-Dame, c'est sa position en dehors des fortifications de la ville lors de sa construction qui a fait rajouter « La-D'Hors » à son nom afin de la distinguer de Notre-Dame-de-la-Cité dans l'enceinte de la ville, près de Saint-Étienne et Saint-Jean-Baptiste. Au XIIe siècle, l'église est aussi appelée Notre-Dame-la-Ronde : c'est le seul bâtiment de cette forme à Auxerre avec le baptistère de saint Jean-Baptiste. Aliéné par les rois puis restitué plusieurs fois, le monastère sera détruit par les Sarrasins et les Normands et rejoint l'histoire de Saint-Marien au XIIe siècle.
Saint-Marien fait aussi partie des biens d'église confisqués par un pippinide,. Elle est restituée à l’évêque Maurinus (év. 772-800) par Charlemagne. 
Mais les Normands suivent de près l'époque des pippinides et détruisent faubourg et monastère en 887 ; les reliques de saint Mamert sont mises à l'abri dans la cathédrale, celles de saint Marien vont dans la crypte de l'abbaye Saint-Germain. Avant le XIIe, siècle il ne reste plus qu’une chapelle. 

### Le temps des Prémontrés
Ithier, un moine clerc, restaure la chapelle en 1123. Il termine sa restauration en 1138. Son autel est consacré par le pape Innocent II lors de la deuxième visite de ce dernier à Auxerre. 
L’évêque d'Auxerre Hugues de Mâcon (1085-1151) demande au comte Guillaume II de Nevers (1083-1148) d'y établir une abbaye de prémontrés ; ainsi fait Guillaume en 1141, demandant à l'abbaye de Prémontré de détacher une colonie de moines et dotant richement le nouvel établissement. En 1163 - avant même l'installation définitive des prémontrés à Saint-Marien - le roi Louis VII le Jeune accorde à l'abbaye une exemption générale d'impositions et de taxes sur les marchandises, excepté le sel et les cuirs. Charles VII confirme cette charte en 1484. Et l'abbaye a droit de basse justice dans le monastère et alentours, et son propre bailli au XVIIe siècle.
Le prieur de Prémontré, Rainier, amène lui-même le groupe de moines à Auxerre en 1139 ou 1141 et de grands travaux sont entrepris pour reconstruire l'abbaye. Mais celle-ci est déplacée de 300 m vers le nord car l'évêque Hugues leur donne aussi l’église Saint-Martin, vestige de l'ancien monastère Saint-Martin pour femmes du VIe siècle dressé auparavant en rive droite immédiatement au nord de l'actuel double pont Jean Moreau et de la Tournelle. Cette église, avec sa haute flèche jaillissant d’une tour octogone, est mentionnée (comme basilique) dans le testament de l’évêque Desiderius (634), ; elle apparaît aussi dans la constitution de Tetricus (évêque d'Auxerre de 692 à 707). Avec l'arrivée des Prémontrés et le déplacement de Saint-Marien, l'église de l'ancienne abbaye Saint-Martin devient l'église Saint-Martin-lès-Saint-Marien. 
En attendant que les travaux soient achevés, les prémontrés s'installent provisoirement dans le monastère Notre-Dame-La-D'Hors, occupée par des chanoines séculiers. Ils s’installent à Saint-Marien définitivement en 1169, sauf quelques-uns d'entre eux qui restent à Notre-Dame-la-d'Hors pour assurer le service de la paroisse. 
Leur nouvelle église Saint-Martin sert aussi d'église paroissiale. 
Rodulfe, trésorier de la cathédrale, est inhumé dans l’église à droite du sanctuaire ; l’évêque Guillaume de Toucy est inhumé à gauche du même sanctuaire en 1181.
En 1193, Pierre de Courtenay fait bâtir la deuxième enceinte de fortifications d'Auxerre ; celle-ci inclut enfin Notre-Dame-La-D'Hors, qui dès lors est aussi bien connu sous le nom de Notre-Dame-la-Ronde.
Les femmes du faubourg avaient pris l’habitude de laver leur linge au bord de l’Yonne, tout près du monastère, dans un port des moines. Le bruit qu’elles y faisaient par leurs battoirs et leurs caquets troublèrent tellement le repos de ces derniers, qu’ils obtinrent du comte Pierre, en 1203, l’éloignement des lavandièes.  
Le chapitre et le réfectoire, situés plusieurs marches en dessous du cloître et de l'église, sont sujets à des inondations fréquentes au XIIIe, comme en janvier 1280 où les moines doivent prendre leurs repas dans le cloître et peuvent puiser l’eau dans le puits avec la main. Ces inondations sont facilitées par le bief du moulin Brichoux dit aussi moulin Petijean, qui passe à la limite du jardin des religieux avant de rejoindre le moulin du Président puis l’Yonne. Les moines restent pourtant, et réparent les dégâts. 
En 1358, les Anglais envahissent le pays et sont aux portes d'Auxerre. Cette année-là, les moines quittent l'abbaye une première fois pour se mettre en sécurité dans leur monastère de Notre-Dame-la-Ronde, qui depuis 1193 n'est plus « hors des murs » mais incluse dans la deuxième enceinte de fortifications de la ville ordonnée par Pierre de Courtenay. Ils ne reviennent à l'abbaye que quinze ans après, en 1373. À la fin de la guerre de Cent Ans (de 1337 à 1453), seule reste de la première abbaye une chapelle en l’honneur de saint Cosme et saint Damien, se tenant en face de la place Saint-Nicolas où coule la fontaine Saint-Germain.
Ils la quittent de nouveau lors des guerres de Religion, qui durent pratiquement toute la seconde moitié du XVIe siècle jusqu'à l'édit de Nantes en 1598, avec Auxerre, ville ligueuse (catholique) prise par les protestants d'Henri III puis reprise par les catholiques et malmenée tout du long. Mais cette fois les moines ne retourneront pas à l'abbaye : craignant que les huguenots ne puissent se servir des bâtiments pour attaquer la ville, les habitants et le comte d'Auxerre forcent les moines à démolir l'abbaye et l’église paroissiale Saint-Martin-lès-Saint-Marien – ce qui est fait à la poudre en 1570, ne laissant que l’arcade du sanctuaire de l’église Saint-Martin-lès-Saint-Marien.
De cette arcade, il ne reste qu'un haut pilier formé d’un faisceau de colonnes de style Renaissance. Le chanoine Villetard, l’un des derniers jansénistes survivants du chapitre d'Auxerre, avait voulu être enterré sous les ruines de l'abbaye où saint Germain avait prié et a été inhumé au pied de ce pilier en 1806. Du temps de l'abbé Lebeuf, on pouvait encore voir des tombes de pierre avec leurs têtes baignées dans l’Yonne et les pieds tournés du côté de la ruelle Saint-Cosme.
L’église paroissiale Saint-Martin-lès-Saint-Marien, détruite pendant les guerres civiles de Religion de la seconde moitié du XVIe siècle, est reconstruite en moellons, peu élevée, avec « 38 pieds de longueur sur 13 pieds 6 pouces de largeur dans œuvre ». L'architecte Claude-Louis d'Aviler († 1764) travaille pour les prémontrés de Saint-Marien. L'abbaye est vendue et détruite à la Révolution fin du XVIIIe siècle.

### La maison Gerbaut
En l’an 1538, l'abbaye loue à bail un arpent de vigne au Champ de Saint-Cosme à Étienne Gerbaut, riche marchand d’Auxerre. Gerbaut finit par acquérir le champ à perpétuité contre 25 sous de rente en échange de la construction de ce qui va devenir la Basse-Maison. Sise à l'emplacement de la première abbaye Saint-Marien, en face du port de Saint-Loup et vers l'actuelle capitainerie du port, ce petit château, la « belle maison du Port-Gerbaut », est représenté dans la Cosmographie (1575) de Belleforest avec quatre tours crénelées, au fond d’un clos entouré de murs. Elle est proche de la chapelle Saint-Cosme(-et-Saint-Damien).
En 1560, le fils d’Étienne Gerbaut, receveur et voyer de la ville de Paris, prend le titre de seigneur de Champlay et de la Basse-Maison. Il agrandit son jardin en prenant à bail des moines un terrain contigu, qu'il entoure aussi de murs. La Basse-Maison devient un fief relevant du roi. Elle est gardée militairement en 1589, époque des guerres civiles de Religion. Mais en 1590, elle est détruite sur ordre d'un sieur de Pluvault, pour qu’elle ne puisse pas être utilisée par les royalistes pour attaquer la ville.
Son constructeur a donné son nom au port Gerbaut, maintenant le port de plaisance d'Auxerre, et à la rue du port Gerbaut qui y mène depuis l'est. Rappelons que le port d'Auxerre était autrefois rive gauche, côté ville, centré autour de la place Saint-Nicolas. Les moines de Saint-Marien utilisaient le futur port Gerbaut<>.
Au XIXe siècle, le premier emplacement de l'abbaye est occupé par la maison Lesseré et les jardins qui l’entourent.

## Liste des abbés
- ~430 : Saint Aloge[6] (Alodius, ou saint Aleu).
- ~440 : Saint Mamert.

(...)

### Abbés prémontrés
XIIe siècle
- 1139 - 1146 : Rainier, † 28 février 1146 à Provins en revenant de Prémontré[12]. Il est prieur de Prémontré lorsqu'il arrive en 1149, accompagnant le premier groupe de moines[6].
- 1146 - 1147 : Bertolde († début de février 1147), originaire de Cologne.
- 1147 - 1155 : Osbert, abbé pendant 8 ans, se retire en 1155.
- 1163 : Milon de Trainel, abbé de l’abbaye de Saint-Marien, demande au roi Louis VII dit Louis le Jeune de fortifier l’abbaye de Villeneuve en échange contre des terres de l'abbaye ;  ce afin de préserver les religieuses de "Vaul Parfunde" contre les incursions de toutes sortes[17]. Il fait rebâtir Saint-Marien à côté de l'église Saint-Martin[12].

XIIIe siècle
- Bernoal, d'abord prieur de la maison. Il est abbé pendant 3 ans et 9 mois[12].
- 1209 - 1222 : Norbert, élu en décembre 1209, est mentionné dans la 67e lettre de Gervais, abbé de Prémontré, dans laquelle il est indiqué que Saint-Marien est endetté et que contrairement aux souhaits de certains ce n'est pas le moment de construire un réfectoire pour les convers[12].
- 1223 : Rainier II assiste à un jugement rendu à Saint-Fargeau contre le comte Dreux de Mello en faveur de la cathédrale[12].
- 1239 : Hulderus (parfois dit "Hugues") est cité dans une charte de Gauthier, archevêque de Sens, concernant l'accord entre les habitants de Bassou et leur curé[12].
- 1246 : Guillaume vend une maison d'Auxerre au chapitre d'Auxerre[12].
- Étienne a aussi été abbé de Saint-Paul de Sens. Il est présenté à l'évêque d'Auxerre Guy de Mello en 1250[12] ou 1251[18].
- avant 1264 - 1269 : Guerric († 1278 ?), bourguignon de naissance[19], élu abbé de Prémontré en 1269. Il est connu pour sa Chronique Universelle, commencée vers 1190 et publiée en 1608 à Troyes sous le titre : Chronologia.... ab orbis origine ad annum Christi 1212, cum Appendice ad annum 1223. Il est à Vézelay le dimanche 4 octobre 1265, à la cérémonie de la visite des reliques de l'église en compagnie de Guy de Mello en route pour l'Italie, Pierre évêque de Panéade, Pierre préchantre de Sens et Jean de Seignelay[20].
- avant 1281 - après 1288 : Jean assiste en 1281 à l'hommage du comte de Flandre. Il est au cartulaire du chapitre en 1287 ; et il est  nommé dans des actes de 1288[19].
- 1291 - ? : Henri[19].

XIVe siècle
- 1302 : Martin est nommé dans un arbitrage pour le chapitre d'Auxerre[19].
- 1305 : Henri II assiste au chapitre général de Prémontré, où l'abbé est Adam[19].
- 1320 : Martin est témoin de la visite de l'évêque Pierre des Grès à la châsse de saint Amâtre[19].
- 1322 : François arbitre une affaire concernant le seigneur de Mello[19].
- avant 1358 - après 1360 : Étienne II reconnaît en 1358 sa dette envers les religieux de Saint-Germain qui ont payé la rançon pour Auxerre exigée par les anglais ; et de même en 1360, les prémontrés s'étant entre ces deux dates réfugiés à Notre-Dame-La-D'Hors[19]. Il est ensuite 21e abbé de l'abbaye de Parc (Belgique) en 1361[21].
- avant 1364 - après 1380 : Jean II transige en 1364 avec Étienne de Chitry, abbé de Saint-Germain. Il est cité dans des actes de 1369 et 1372. En 1380 il transige avec le chapitre d'Auxerre sur la redevance du pain à chanter. C'est peut-être lui dont on a trouvé la tombe dans la partie sud de la croisée qui sépare le chœur du sanctuaire[19].

XVe siècle
- 1402 - 1419 : Richard Colas († 13 novembre 1419) est précédemment curé de Notre-Dame-La-D'Hors. Il est élu gouverneur ecclésiastique de l'Hôtel de ville en 1411 et 1412. Sa tombe a été retrouvée en 1715 dans l'église de l'abbaye Notre-Dame-La-D'Hors et portée à Saint-Martin où se trouve aussi la tombe de sa mère Jeanne[19].
- ? - 1456 : Pierre Aulard († 20 mars 1456) est excommunié en 1423 par l'évêque d'Auxerre Philippe des Essarts pour n'avoir pas assisté au synode de 1423 ; il est absous ad cautelam quelques années plus tard par l'abbé de Sainte-Geneviève, conservateur des privilèges de l'ordre de Prémontré[19]. Entre 1433 et 1436 il est gouverneur d'Auxerre et prête des hommes et des chevaux à Filbert de Vaudré qui fait le siège de Brienon[22]. Il est aussi cité en 1433 et 1449[19].
- 1457 - 1479 : Jean Veraudat († 15 août 1479), né à Appoigny. En 1461 il demande au chapitre d'être exempté cette année-là de la procession de la Fête-Dieu (permission refusée sauf en cas d'inondation et de mauvais temps). En 1468 il fonde l'office de sacristain. En 1470 Simon, abbé de Prémontré, accorde les prières de son abbaye à ceux qui contribuent à la réparation de Saint-Marien.  Il afferme les dîmes de Notre-Dame-La-D'Hors et en 1472 il passe un accord avec les habitants de Notre-Dame-La-D'Hors concernant les usages de la paroisse, les charges et dépenses et autres points similaires. Il est gouverneur ecclésiastique de l'Hôtel de ville en 1477 et 1478[23].
- 1479 - 1496 : Jean Bourgeois, sous-prieur, élu abbé le 31 août 1479. L'évêque de son temps est Jean Baillet, qui le bénit à Paris en octobre 1479. En 1485 il est au concile de Sens. En 1496, il se fait choisir un coadjuteur le 2 mars et meurt 6 jours plus tard[23].

XVIe siècle
- 1496 - ~1540 : Nicolas Joannis († 31 octobre 1542), sous-prieur issu d'une anvcienne famille d'Auxerre, est choisi comme coadjuteur de l'abbé Jean. Il se montre très attaché à la règle ; aussi le chapitre général en 1498 et l'abbé de Prémontré en 1511 le chargent de réformer un très grand nombre de leurs maisons. Il est gouverneur ecclésiastique de l'Hôtel de ville en 1518. Il s'est probablement démis de ses fonctions en faveur d'Arnoul Gonthier, avec l'agrément du roi[23].
- ~1540/1543 - ~1552 : Arnoul Gonthier, fils de Louis Gontier et de Radegonde Donet, reçu chantre de l'église d'Auxerre le 10 janvier 1535[24], est le premier abbé commendataire, mais les prémontrés l'affilient à leur ordre le 26 avril 1551. Il a aussi été chantre et chanoine de la cathédrale. Il résigne en faveur de son successeur et fait son testament en 1553[23]. Il meurt le 10 juin 1553[24].
- ~1552 - 1561 : Pierre Fournier, noble auvergnat, chanoine de Notre-Dame de Paris, devient évêque de Périgueux en 1561. Il passe contrat avec Antoine Dapechon (pour vendre sa charge à ce dernier ?), dans lequel les biens de Saint-Marien sont estimés à 1 700 livres[23].
- 1564? - 1567? : Michel de Clugny, abbé par arrangement avec le sieur Dapechon[25].
- ??? - 1579 : François Guerry, originaire d'Albi, aumônier du roi Charles IX en 1571, chantre de Sainte-Eugénie de Varzy en 1578. Il résigne l'abbatiat en 1579 au profit de son successeur[25].
- 1579 - 1583 : Jean Lourdereaux, aumônier de Henri III. Il résigne l'abbatiat en 1583 au profit de son frère qui lui succède[25].
- 1583 - 1598 : Jean Lourdereaux († 1598), frère du précédent. Précepteur de Nicolas de Neufville d'Alincourt, chanoine d'Auxerre en 1573 puis abbé de la Madeleine de Châteaudun, il devient abbé en 1583 et trésorier de la cathédrale d'Auxerre en 1597. Il est aussi prieur de Sézane et abbé de Saint-Just (prémontrés) en Beauvoisis. Ayant la confiance du chapitre, il est en passe de devenir évêque d'Auxerre quand il meurt en 1598 sur le chemin du retour de Paris. Le bénéfice de Saint-Just va à son héritier Germain Mourdereaux, celui de Sézane à son neveu Edme Lourdereaux et celui de Saint-Marien à son autre neveu Edme Martin[25].

XVIIe siècle
- 1598 - 1627 : Edme Martin († 6 décembre 1627), né à Auxerre, religieux profès à l'abbaye de Saint-Just. Le choc de la chute du clocher de Notre-Dame en 1627, précipite sa mort. Un miracle étant advenu à la fosse préparée pour son inhumation, il est enterré dans le chœur près de saint-Vigile[25] à Notre-Dame-La-D'Hors.
- 1628 - 1639 : Nicolas de Castille, fils de Pierre de Castille[25].
- 1639 - 1670 ou 1671 : Henri de Castille († 1670 ou 1671), fils de Pierre de Castille[25].
- 1671 - 1719 : Henri de Baraille († début de 1719) prend possession de la charge le 24 août 1671 à l'âge de 13 ans. Il est théologal de Mortain (diocèse d'Avranches). Mais ses revenus sont saisis par ses créanciers[25].

XVIIIe siècle
- 1719 - 1735 : Nicolas-Joseph Racine († 6 août 1735), conseiller au Parlement de Paris, fils de Michel Racine, secrétaire du roi. Il est nommé le 13 février 1719. Mort vers 59 ans, il lègue à l'Hôtel-Dieu d'Auxerre 400 livres de rente annuelle pendant 20 ans[25].
- 1735 - 1746 : Jérôme Lefebvre de Laubrière († 1746), vicaire général de son frère François de Laubrière, évêque de Soissons ; nommé le 8 octobre 1735, il prend possession de l'abbaye en avril 1736. Il est ensuite doyen de la cathédrale de Nantes[19].
- 1746 - 1771 : Dubreil de Pontbriand, instituteur à Paris avant sa nomination le 29 octobre 1746[19].
- 1771 - ??? : René Clemenceau, jésuite, dernier abbé de Saint-Marien. Impliqué dans le procès de la Chalotais il est condamné pour empoisonnement mais réussit à annuler l'accusation et reçoit Saint-Marien comme compensation pour son temps en prison[19].

## Personnages notables
- Robert d'Auxerre, chroniqueur, chanoine de l'abbaye. Il entre dans l'ordre des prémontrés vers 1205.

## Des vestiges d'établissement gallo-romain
À l'emplacement de l'église Saint-Martin-lès-Saint-Marien il y avait très probablement une villa romaine : les remblais et les murs de l'église contenaient des fragments d’enduit peints et de nombreux objets en céramique du Ier siècle, découverts par l'abbé Merlange de 1968 à 1971, préalablement à la démolition de la « maison Saint-Martin » en vue de son remplacement par un ensemble résidentiel au début de la rue de l'Ocrerie (longeant l'Yonne, en prolongation de la rue Saint-Martin-lès-Saint-Marien au nord du pont de la Tournelle). D'autres objets ont été mis au jour à cette occasion : du Haut Moyen Âge (VIe et IXe siècles) ont revu le jour l'église funéraire, des inhumations, des sarcophages et des céramiques ; du Moyen Âge (XIIe siècle), l'abbaye Saint-Marien, le cloître, des inhumations et des sarcophages ; des temps modernes, l'église paroissiale Saint-Martin-lès-Saint-Marien (détruite au XVIIIe siècle).